# Homogyna endopyra
Homogyna endopyra là một loài bướm đêm thuộc họ Sesiidae. Loài này có ở Nam Phi.